# Sciara xizangana
Sciara xizangana är en tvåvingeart som beskrevs av Yang och Zhang 1987. Sciara xizangana ingår i släktet Sciara och familjen sorgmyggor. Inga underarter finns listade i Catalogue of Life.